# 西黃國
西黃國，先秦小型诸侯国，即黄国，在今湖北省宜城市东南的汉水以东（或说在今四川省），楚史研究者称之为西黄。
春秋时期，前704年夏季，楚武王在沈鹿会合诸侯的军队。黄、随两国不参加会见。楚武王派薳章去责备黄国，然后亲自讨伐随国，军队驻扎在汉水、淮水之间。前675年，巴国人伐楚国，楚文王被巴国打败，鬻拳不许败军之师入郢都。楚文王只得转攻西黄国得胜后才得以入城。前7世纪中叶，黄国被灭。根据鄂君启节的研究和相关地名的考订，《左传》僖公十一年、僖公十二年的黄国是潢川的黄国，《左传》桓公八年、庄公十九年的黄国是西黄国。